# Gerbécourt-et-Haplemont
Gerbécourt-et-Haplemont ist eine französische Gemeinde mit 243 Einwohnern (Stand: 1. Januar 2022) im Département Meurthe-et-Moselle in der Region Grand Est (bis 2015 Lothringen). Die Gemeinde gehört zum Arrondissement Nancy und zum Gemeindeverband Pays du Saintois. 

## Geografie
Gerbécourt-et-Haplemont liegt im Osten der Landschaft Saintois, etwa 25 Kilometer südlich von Nancy. Der Madon begrenzt die Gemeinde im Osten. Umgeben wird Gerbécourt-et-Haplemont von den Nachbargemeinden Clérey-sur-Brenon im Nordwesten und Norden, Ceintrey im Norden, Lemainville im Nordosten, Ormes-et-Ville im Osten, Haroué im Südosten, Affracourt im Süden, Tantonville im Süden und Südwesten sowie Omelmont im Westen.

## Bevölkerungsentwicklung
| Jahr                       | 1962 | 1968 | 1975 | 1982 | 1990 | 1999 | 2006 | 2019 |
| Einwohner                  | 135  | 115  | 111  | 154  | 201  | 217  | 221  | 230  |
| Quellen: Cassini und INSEE |      |      |      |      |      |      |      |      |

## Sehenswürdigkeiten
- Kirche Mariä Geburt aus dem 19. Jahrhundert in Gerbécourt

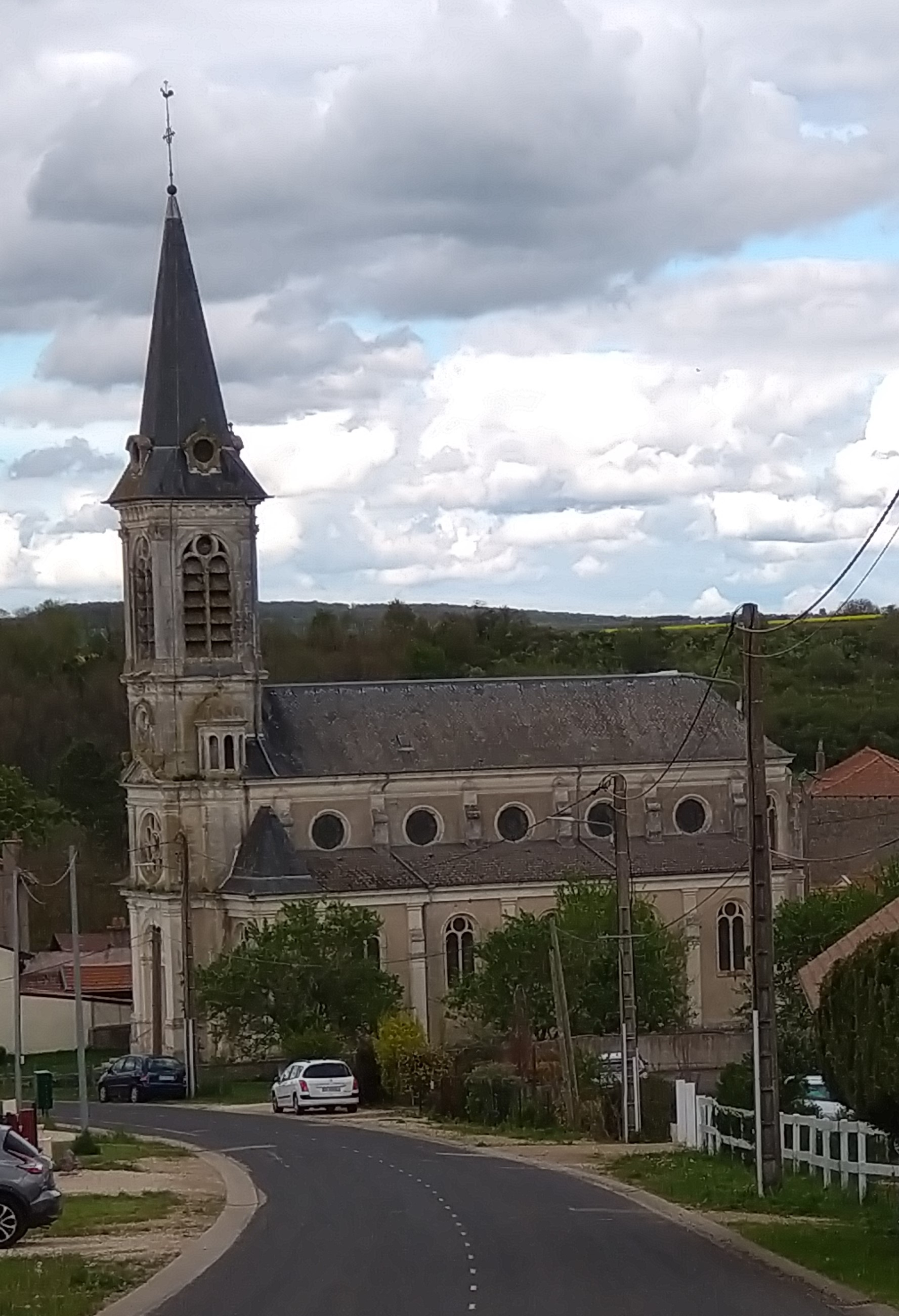
Kirche Mariä Geburt